# سعدان راهب

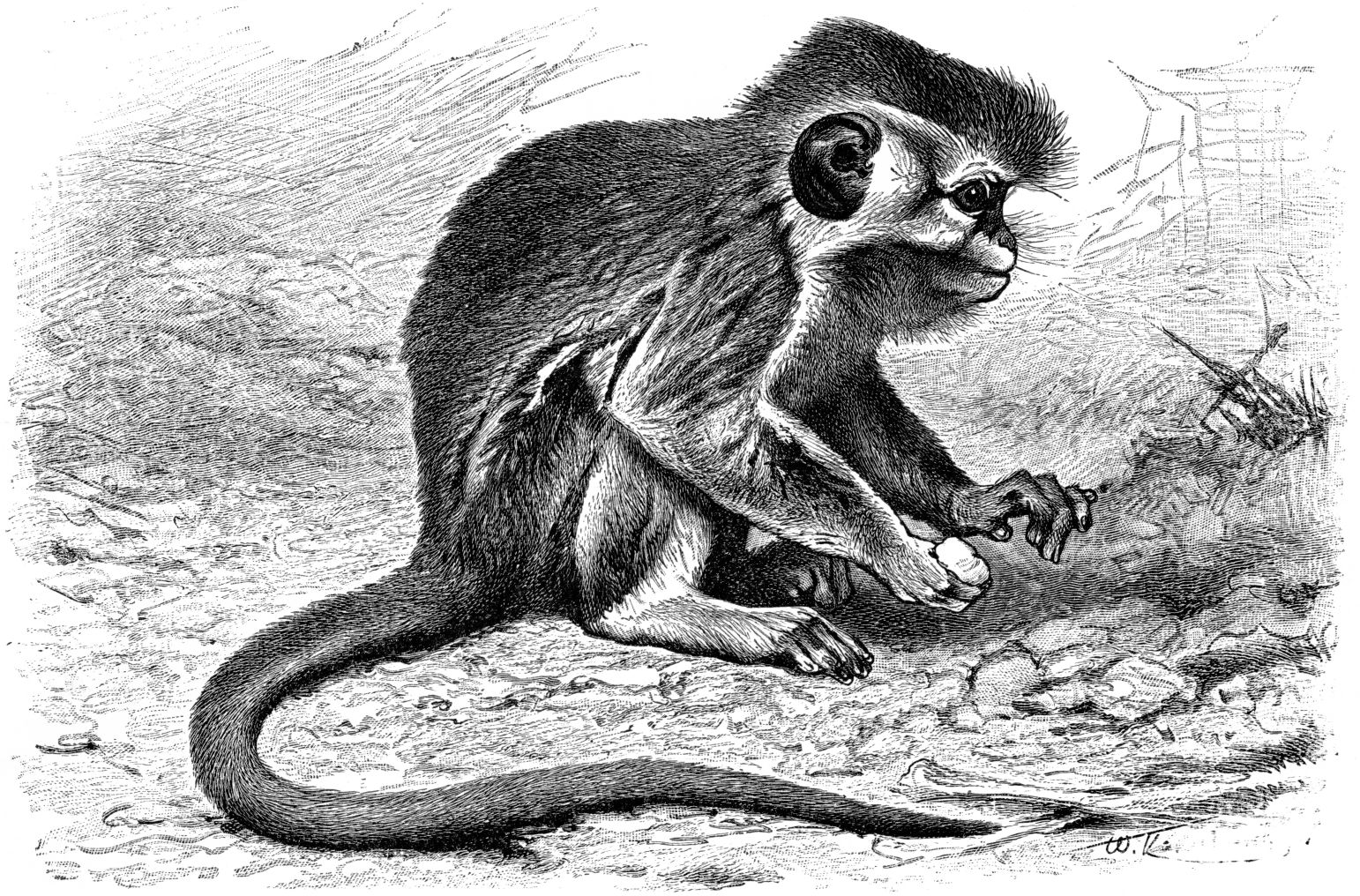

هِجْرِس سِكْسَار أو السعدان الراهب (الاسم العلمي: Miopithecus) هو جنس من الحيوانات يتبع فصيلة سعادين العالم القديم من رتبة الرئيسيات.